# Лес обезьян в Убуде
Лес Обезьян в Убуде (балийск. и индон. Mandala Suci Wenara Wana) — балийское индуистское святилище и естественная среда обитания балийской длиннохвостой обезьяны Macaca flavicularis. Расположен близ деревни Падангтегал, район Убуд, Бали. В лесу живёт более 1000 обезьян. Они разделены на 6 групп: основная храмовая группа, группа сохранения леса, центральная группа, восточная группа, группа Мишлен и кладбищенская группа. По возрасту и полу обезьяны делятся следующим образом: 63 взрослых самца, 34 самца-подростка, 219 взрослых самок, 29 самок-подростков, 167 детёнышей возрастом 2 года, 118 детёнышей возрастом 1 год, 63 детёнышей возрастом 5-12 месяцев и 56 детёнышей младше 5 месяцев. Священный Лес Обезьян Убуд — известная туристическая достопримечательность в Убуде. Каждый месяц его посещают 10-15 тыс. посетителей. Обезьяний лес в Убуде насчитывает 186 видов растений и деревьев на 12,5 гектарах леса. В Обезьяньем лесу в Убуде находятся 3 храма: храм Далем Агунг Падангтегал, храм Святого источника и храм Праджапати. Лес принадлежит общине Падангтегал и управляется Mandala Suci Wenara Wana Management. Целью управления является сохранение святого места и продвижение Обезьяньего леса в Убуде как международного туристического направления.
Лес Обезьян находится в деревне Падангтегал. Жители посёлка считают Лес Обезьяны важным духовным, экономическим, образовательным и природоохранным центром деревни.

## Миссия
Лес Обезьян в Убуде считает своей миссией сохранение территории в пределах своих границ в соответствии с индуистским принципом Три Хата Карана («Три способа достичь духовного и физического благополучия»), который стремится обеспечить людям гармоничную жизнь в течение их жизни. «Три пути» к этой цели согласно доктрине Три Хата Карана — это гармоничные отношения между людьми, между людьми и окружающей средой, а также между людьми и Верховным Богом. Соответственно, у Обезьяньего леса есть философская цель — создать мир и гармонию для посетителей со всего мира. Он также стремится сохранить редкие растения и животных для использования в индуистских ритуалах и предоставить естественную лабораторию для образовательных учреждений, уделяя особое внимание исследованиям социального взаимодействия обезьян парка друг с другом и их взаимодействия с природной средой парка.

## Физические особенности и возможности
Обезьяний лес Убуда занимает приблизительно 10 гектаров и содержит не менее 115 различных видов деревьев. Парк густо засажен лесами и имеет холмистый рельеф. Через территорию парка проходит глубокое ущелье, внизу которого течёт ручей с каменистым дном. Тропы дают посетителям доступ ко многим частям парка, включая ущелье и ручей.
На территории Обезьяньего леса есть лесной заповедник, общественный зал и галерея, открытая сцена, столовая, пункт первой помощи, полицейский пост, парковка и туалет, а также помещение для компостирования.

## Храмы
На территории Обезьяньего леса находятся три индуистских храма, которые, очевидно, построены около 1350 года:
- Пура Далем Агунг Падангтегал («Великий Храм Смерти Падангтегал»), также известный как Главный Храм, находится в юго-западной части парка. Храм используется для поклонения богу Хьянгу Видхи в олицетворении Шивы Преобразователя или Трансформера.[2][5]
- Храм Беджи в северо-западной части парка, используется для поклонения Хьянг Видхи в олицетворении богини Гангги. Храм для купания «Святой источник», это место духовного и физического очищения и очищения перед религиозными церемониями.
- Храм Праджапати, расположенный в северо-восточной части парка, используется для поклонения Хян Видхи в олицетворении Праджапати. Кладбище, прилегающее к этому храму, принимает тела умерших для временного захоронения, пока они ожидают массовую церемонию кремации, проводимую один раз в пять лет.

Храмы играют важную роль в духовной жизни местного сообщества, а обезьяны и мифология важны в балийской художественной традиции. Область Обезьяньего леса освящена местной общиной, и некоторые её части закрыты для обозрения публики. Священные места храмов закрыты для всех, кроме тех, кто желает молиться и носит надлежащий балийский молитвенный наряд.

## Животные

### Обезьяны
В 2011 году в лесу жило около 605 макак-крабоедов (лат. Macaca fascicularis) — 39 взрослых самцов, 38 самцов-подростков, 194 взрослых самки, 243 несовершеннолетних и 91 младенец, они известны как балийская длиннохвостая обезьяна. Сотрудники парка кормят обезьян бататом три раза в день, обеспечивая их основным источником пищи в парке, хотя в парке продаются бананы для туристов, желающих покормить обезьян, обезьяны также питаются листом папайи, кукурузой, огурцами, кокосом и другие овощами и фруктами. Ради здоровья обезьян посетителям запрещено кормить их такими продуктами, как арахис, печенье, бисквиты и хлеб.
В парке пять групп обезьян, каждая из которых занимает разные территории; одна группа обитает в районе перед главным храмом, другая — в районе Мишлен, третья — в восточной части парка, четвёртая — в центральной части, пятая — в районе площадки для кремации и кладбища. В последние годы популяция обезьян стала больше, она продолжает расти, а плотность населения в 2013 году стала выше, чем когда-либо. Конфликты между группами неизбежны; например, группы должны проходить через территорию друг друга, чтобы достигнуть ручья во время сухого сезона, и увеличивающееся демографическое давление также приводит к более частому контакту групп.
Обезьяны отдыхают ночью и наиболее активны в течение дня что приводит их в постоянный контакт с людьми, посещающими их в рабочее время парка. Посетители могут наблюдать за повседневной жизнью обезьян — спариванием, драками, уходом за детёнышами — с близкого расстояния, и даже могут сидеть рядом с обезьянами вдоль дорожек парка.
Собаки не допускаются в Обезьяний лес, поэтому обезьяны утратили страх перед людьми. Как правило, они не подходят к людям, которые, по их мнению, не предлагают еду, но они неизменно подходят к посетителям в группах и хватают любые мешки с едой, которые есть у людей. Они также могут хватать пластиковые бутылки и пакеты, не содержащие еду, а также лезть в сумки и карманы брюк в поисках еды и взбираться на посетителей, чтобы достать еду, находящуюся в руке посетителя, даже если посетитель держит еду над головой. В последнее время среди обезьян распространилось ожирение, свидетельство почти неограниченного запаса продовольствия, предоставляемого огромным количеством туристов.
Сотрудники парка советуют посетителям никогда не отнимать еду у обезьян и не трогать обезьяну, поскольку любое действие могут вызвать агрессивный ответ животного. Хотя они обычно игнорируют людей, которые, по их мнению, не имеют пищи, они иногда ошибочно принимают действия человека за предложение пищи или за попытку скрыть пищу. Если человек не даёт пищу, которую требуют обезьяны, или дают недостаточно быстро, обезьяны иногда кусают человека; это происходит ежедневно, а множество видео об этих нападениях можно найти на YouTube.
Персонал парка имеет рогатины, чтобы запугивать агрессивных обезьян и быстро вмешиваться в столкновения между обезьянами и людьми. Учитывая явно усиливающуюся агрессивность обезьян по отношению к людям и риск, который их укусы представляют для здоровья человека, некоторые балийские политики призывали выселить макак с Бали. Власти официально не отреагировали на эти сигналы.

### Олень Timor rusa
Обезьяний лес Убуд имеет огороженный вольер для небольшого стада гривистого замбара (Rusa timorensis timorensis), разновидности оленя, обитающего на острове Тимор. Посетители могут осмотреть вольер для оленей.

## Управление
Лес Обезьян принадлежит деревне Падангтегал, жители деревни входят в состав совета управляющих Обезьяньего леса. Фонд Padangtegal Wenara Wana управляет Обезьяньим лесом, поддерживает его священную целостность и продвигает его как место назначения для посетителей.

## Галерея
- Лес обезьян в Убуде
- Приветственный знак с указанием полного названия парка
- Храм Далем Агунг Падангтегал
- Самка с детёнышем
- Статуя дракона Комодо
- Макака в лесу обезьян Убуд
- Обезьяна забирается на туриста